# Granizado de almendra
El granizado de almendra consiste en un postre español elaborado principalmente con azúcar, agua, almendras fritas y canela. Se elabora en las localidades de Valle de Abdalajís y Alfarnate (Málaga); así como en varias localidades de la isla de Mallorca, aunque con la variante de que este procede de una horchata elaborada con la almendra cruda.

## Características
Las almendras fritas (o asadas, —o crudas en el caso de la variante mallorquina—) pueden presentarse con o sin piel. Se mezclan con cantidades variables de agua, azúcar y canela y se bate. La mezcla resultante, similar a una horchata, es congelada y granizada. Suele consumirse en los meses de verano. Se elabora también un granizado de avellana similar en las localidades del Valle del Guadalhorce, pero este presenta un sabor diferente y algo más dulce. 
- Datos: Q5884920